# Hélène Gassin
Pour les articles homonymes, voir Gassin (homonymie).
Hélène Gassin, née le 25 septembre 1975, est une femme politique française. 
Quatrième vice-présidente de la région Île-de-France, chargée de l'environnement, de l'agriculture et de l'énergie, elle démissionne le 5 mars 2013 du Conseil régional pour intégrer la commission de régulation de l'énergie.  

## Biographie
Maîtresse de Sciences et Techniques en gestion de l’environnement, elle est chargée de campagne Énergie à Greenpeace France de 1998 à 2006. À ce titre, elle anime des campagnes et initiatives : suivi de négociations internationales, lobbying lors de l’élaboration de directives européennes et de lois françaises, coordination de cycles de débats et de démarches inter-associatives. Elle participe à la création d’Enercoop.
Autrice de nombreux articles dans des publications telles que La Revue Durable, L'Écologiste, Cosmopolitiques, Alternatives économiques. Membre active des associations négaWatt et Global Chance, elle est consultante indépendante spécialisée sur la problématique énergie-environnement quand elle rejoint en septembre 2008 ce qui deviendra Europe Écologie. Elle coordonne l’élaboration du « Contrat écologiste pour l’Europe »,.
Elle est candidate pour Europe Écologie aux élections régionales des 14 et 21 mars 2010, sur la liste présentée dans les Hauts-de-Seine dont la tête de liste était Pierre Larrouturou. Elle est ainsi élue conseillère régionale de l'Île-de-France.
Hélène Gassin s'est notamment chargée depuis 2010 de l'élaboration du Plan climat régional pour l'Île-de-France. Elle contribue à la définition des objectifs et à la création de la société d'économie mixte Énergie POSIT'IF,, dont elle a été présidente du conseil de surveillance jusqu'en mars 2013. 
Elle est membre du bureau exécutif d'Europe Écologie Les Verts (EELV) depuis la création du parti politique en 2010 jusqu'en mars 2013. Pendant la campagne présidentielle de 2012, Hélène Gassin est la conseillère « Énergie et climat » de la candidate Eva Joly.
En avril 2013, elle est nommée pour 6 ans par décret du Président de la République française au collège des commissaires de la Commission de régulation de l'énergie,.
Depuis juin 2019, elle est consultante spécialisée en stratégies énergétiques territoriales.
Le 19 septembre 2022, elle devient présidente de l'association négaWatt,,.

### Apparition
Hélène Gassin est représentée dans une interview de la bande dessinée Saison Brune, parue en 2012.